# Берчени, Ладислав Игнас де
Граф Ладислав (Ладислас, Ласло) Игнас (де) Берчени (венг. Bercsényi László, фр. Ladislas Ignace de Bercheny; 3 августа 1689, Прешов — 9 января 1778, Luzancy) — французский военачальник венгерского происхождения, маршал Франции (1758).

## Биография

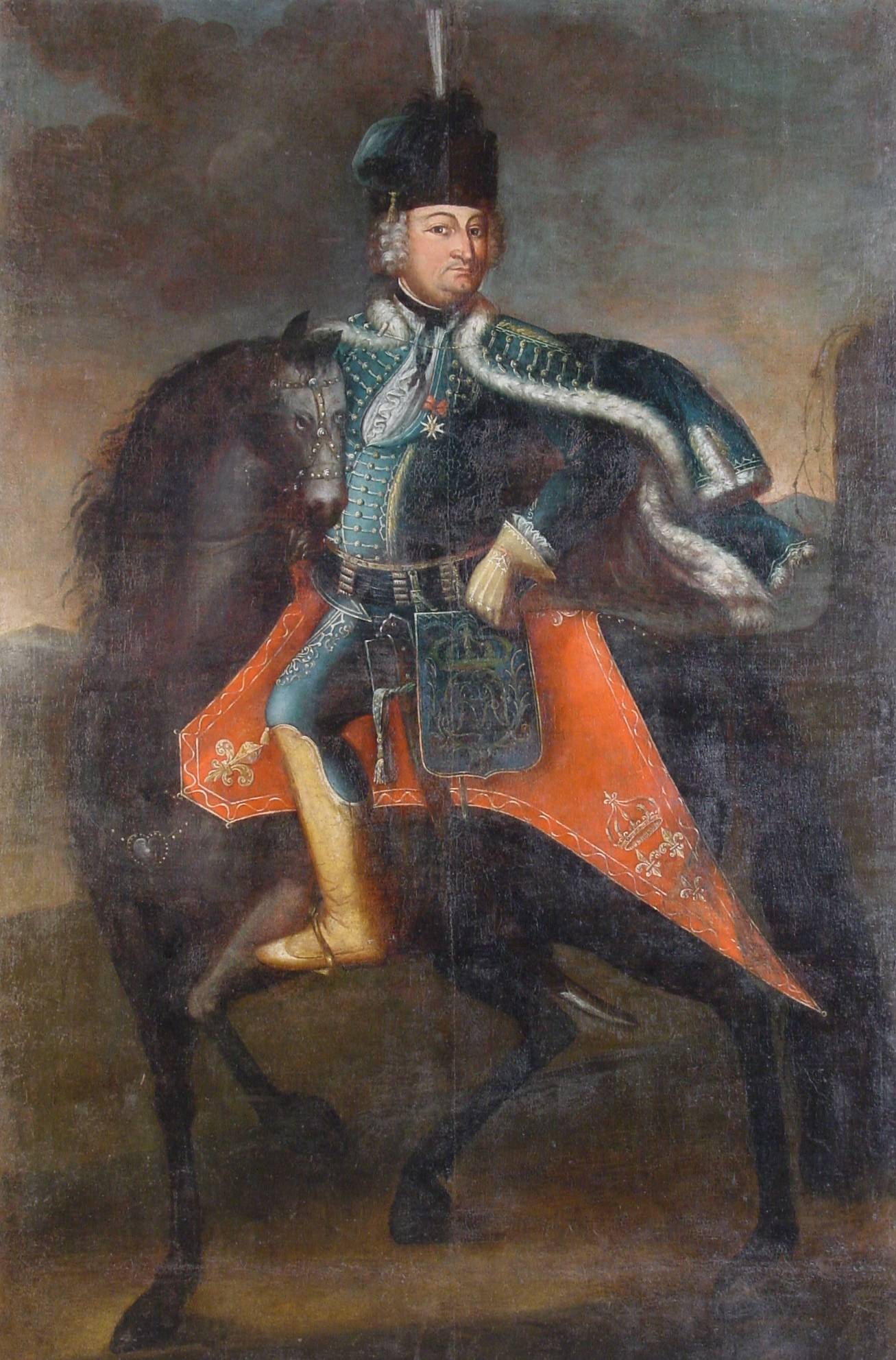
Маршал Берчени в парадной гусарской форме.

Родился в 1689 году в Эпереше (Прешау; ныне — Прешов, Словакия). Сын графа Миклоша Берчени (1765—1725), одного из сподвижников Ференца II Ракоци и руководителей антигабсбургского восстания 1703—1711 годов.
19-летним юношей Ласло Берчени также принял участие в восстании Ракоци. Участвовал в боевых действиях в 1708—1710 годах, причём особо отличился в битве при Тренчине.
После поражения восстания, в 1712 году, в возрасте 23 лет эмигрировал во Францию. Там он был принят на военную службу с чином капитана, ранее полученным от Ракоци, и зачислен в кавалерию. В конце того же 1712 года Берчени был назначен полковником и командиром единственного на тот момент во Франции гусарского полка, во главе которого принял участие в боевых действиях на территории Пфальца.
В 1720 году Берчени испросил разрешение сформировать второй гусарский полк из числа венгерских эмигрантов, после поражения восстания Ракоци живших в Константинополе. Так был создан Гусарский полк Берчени. В то время гусары — регулярная лёгкая кавалерия, созданная по образцу венгерской иррегулярной, обмундированная в форму, вид которой отсылал к национальному венгерскому костюму, стремительно входили в моду по всей Европе и Берчени смог внести в дальнейшую популяризацию этого рода войск свой вклад.
В ходе войн за польское и за австрийское наследство, Берчени многократно отличился во главе своих гусар, кроме которого под его командованием в дальнейшем оказались и другие кавалерийские части общей численностью более 30 эскадронов.
В 1734 году он был произведён в бригадные генералы, в 1738 году был повышен до лагерного маршала (генеральский чин), а в 1744 году — до генерал-лейтенанта (после успешных действий в Эльзасе). В 1745 году эффективно прикрывал отступление армии принца Конти.
В 1743 году Берчени получил звание генерал-инспектора гусар, а в 1753 году был награждён большим крестом ордена Святого Людовика и званием маршала Франции. После этого он попросил у короля Людовика XV принять его отставку с военной службы, и удалился в Лотарингию ко двору своего близкого друга Станислава Лещинского.
В Лотарингии Берчени занимал различные государственные и придворные должности, а после кончины Станислава Лещинского (1766) удалился из Люневиля в своё поместье Лузанси, которое купил ещё в 1729 году. Кроме Лузанси, владел ещё несколькими поместьями во Франции.
В 1726 году Берчени официально стал французским подданным. В том же году он женился на Анне-Катрине де Виет-Жирар (1702—1766), чей отец, выходец из буржуазии города Агно, сумел стать землевладельцем и армейским капитаном. В браке родилось 12 детей, из которых до взрослого возраста дожили шестеро.
Скончался маршал Берчени в 1778 году в Лузанси.